# Copa de Naciones Árabe 2009
La Copa de Naciones Árabe 2009 fue la novena edición de este torneo de fútbol a nivel de selecciones nacionales organizado por la UAFA y que contó con la participación de 22 selecciones nacionales, incluyendo la fase clasificatoria.
El torneo fue cancelado previo a su segunda fase.

## Eliminatoria
El torneo constó de dos rondas clasificatorias, en la primera ronda participaron las 8 peores selecciones nacionales según el Ranking de la FIFA, las cuales fueron divididas en dos grupos de cuatro equipos, y los ganadores de cada grupo avanzaron a la segunda ronda clasificatoria. 
En la segunda ronda clasificatoria estaban las otras 14 selecciones, a las cuales se les unirían los clasificados de la primera ronda, en la que los equipos serían divididos en 4 grupos según su posición grográfica.

## Primera Ronda Clasificatoria

### Grupo 1
| Nación     | J                  | G                  | E                  | P                  | GF                 | GC                 | GD                 | Pts                |
| ---------- | ------------------ | ------------------ | ------------------ | ------------------ | ------------------ | ------------------ | ------------------ | ------------------ |
| Yemen      | 2                  | 2                  | 0                  | 0                  | 6                  | 1                  | +5                 | 6                  |
| Comoras    | 2                  | 1                  | 0                  | 1                  | 4                  | 3                  | +1                 | 3                  |
| Yibuti     | 2                  | 0                  | 0                  | 2                  | 2                  | 8                  | -6                 | 0                  |
| Palestina1 | abandonó el torneo | abandonó el torneo | abandonó el torneo | abandonó el torneo | abandonó el torneo | abandonó el torneo | abandonó el torneo | abandonó el torneo |

1- Palestina abandonó el torneo por problemas de transporte, ya que el gobierno de Israel no autorizó el viaje a Yemen.
| 14 de diciembre de 2006 | Yemen              | 2 - 0 | Comoras |  |  |
|                         | Al Haggam 73', 90' |       |         |  |  |

| 17 de diciembre de 2006 | Yibuti       | 1 - 4 | Comoras                             |  |  |
|                         | Okishi 90+2' |       | Daoud 5' · Seif 33', 75' · Moni 89' |  |  |

| 20 de diciembre de 2006 | Yemen                                                      | 4 - 1 | Yibuti    |  |  |
|                         | Al Sassi 9' · Nasser 48' · Al Hubaishi 52' · Al Tahoos 85' |       | Okishi 7' |  |  |

### Grupo 2
| Nación     | J | G | E | P | GF | GC | GD  | Pts |
| ---------- | - | - | - | - | -- | -- | --- | --- |
| Sudán      | 3 | 2 | 1 | 0 | 8  | 1  | +7  | 7   |
| Líbano1    | 3 | 1 | 2 | 0 | 4  | 0  | +4  | 5   |
| Mauritania | 3 | 1 | 1 | 1 | 8  | 4  | +4  | 4   |
| Somalia    | 3 | 0 | 0 | 3 | 3  | 18 | -15 | 0   |

1- Líbano clasificó por el retiro de Catar del torneo.
| 21 de diciembre de 2006 | Líbano | 0 - 0 | Mauritania | Camille Chamoun Sports City Stadium, Beirut, Líbano |  |
|                         |        |       |            | Asistencia: 7.000 espectadores                      |  |

| 21 de diciembre de 2006 | Sudán                                                                      | 6 - 1 | Somalia         | Beirut Municipal Stadium, Beirut, Líbano |  |
|                         | Eltahir 8' · Khaider 16', 18' · Mustafa 21' (pen.) · Agab 30' · Natali 55' |       | Abdelaziz 90+3' |                                          |  |

| 24 de diciembre de 2006 | Líbano                                        | 4 - 0 | Somalia | Camille Chamoun Sports City Stadium, Beirut, Líbano |  |
|                         | Ghadar 4', 28' · Nasseredine 72' · Rustom 83' |       |         |                                                     |  |

| 24 de diciembre de 2006 | Mauritania | 0 - 2 | Sudán                | Beirut Municipal Stadium, Beirut, Líbano |  |
|                         |            |       | Agab 3' · Tambal 90' |                                          |  |

| 27 de diciembre de 2006 | Somalia                   | 2 - 8 | Mauritania                                                                            | Beirut Municipal Stadium, Beirut, Líbano |  |
|                         | Abdelaziz 26' (pen.), 67' |       | Mohamed 4' (pen.), 24' · Dominique 14', 27' (pen.) · Ndiaye 30', 43' · Khuro 75', 88' |                                          |  |

| 27 de diciembre de 2006 | Líbano | 0 - 0 | Sudán | Camille Chamoun Sports City Stadium, Beirut, Líbano |  |
|                         |        |       |       | Asistencia: 8.500 espectadores                      |  |

## Segunda Ronda Clasificatoria
Las 16 selecciones de esta ronda fueron divididas en 4 grupos de 4 equipos cada una según su posición geográfica, y los grupos fueron los siguientes:
| - Irak - Jordania - Líbano - Siria - Baréin - Kuwait - Omán - Emiratos Árabes Unidos | - Argelia - Libia - Marruecos - Túnez - Egipto - Sudán - Arabia Saudita - Yemen |

- La segunda ronda no se jugó y el torneo eventualmente fue cancelado.